# Uszewnica
Uszewnica – potok, lewy dopływ Wierzbiaka o długości 7,1 km i powierzchni zlewni 22,7 km².
Potok płynie na terenie gminy Mściwojów i gminy Legnickie Pole. Pomiędzy wsiami Lubień i Czarnków płynie u stóp wysoczyzny udzielającej te wsie, a wznoszącej się ok. 20–25 m. ponad brzegami potoku.
W epoce żelaza ponad lustrem potoku na jego wschodnim brzegu, na szczycie stromego miejscami urwistego stoku wzniesienia, istniało grodzisko.
Na południe od Czarnkowa potok zabagnia doliny wśród wzgórz przebiegających równoleżnikowo, tworząc zalesione podmokłe rejony. Okolice te stanowiły dawniej naturalną granicą pomiędzy Księstwem Jaworskim, a Księstwem Legnickim.